# Copa América Centenario 2016/Spiele
Dieser Artikel umfasst die Spiele der Copa América Centenario 2016 mit allen statistischen Details. Die Kader der 16 beteiligten Nationalmannschaften finden sich unter Copa América Centenario/Kader.

## Gruppenphase

### Gruppe A

#### USA – Kolumbien 0:2 (0:2)
| USA                                                                                   | USA | Kolumbien | Kolumbien | Aufstellung                     |
| ------------------------------------------------------------------------------------- | --- | --- | --------- | ------------------------------- |
| Vereinigte Staaten                                                                    | \| 3. Juni 2016 um 18:30 Uhr (4. Juni um 03:30 Uhr MESZ) in Santa Clara (Levi’s Stadium) \| \| Zuschauer: 67.439 \| \| Schiedsrichter: Roberto García Orozco ( Mexiko) \| \| Spielbericht \|                                                                                                 | \| 3. Juni 2016 um 18:30 Uhr (4. Juni um 03:30 Uhr MESZ) in Santa Clara (Levi’s Stadium) \| \| Zuschauer: 67.439 \| \| Schiedsrichter: Roberto García Orozco ( Mexiko) \| \| Spielbericht \|                                                                                       | Kolumbien | Aufstellung USA gegen Kolumbien |
| Vereinigte Staaten                                                                    | Brad Guzan – DeAndre Yedlin, Geoff Cameron, John Anthony Brooks, Fabian Johnson – Alejandro Bedoya (86. Graham Zusi), Michael Bradley , Jermaine Jones (66. Darlington Nagbe) – Gyasi Zardes, Clint Dempsey, Bobby Wood (65. Christian Pulisic) Cheftrainer: Jürgen Klinsmann ( Deutschland) | David Ospina – Santiago Arias, Cristián Zapata, Jeison Murillo, Farid Díaz – Sebastián Pérez (86. Carlos Sánchez), Daniel Torres – Juan Cuadrado, James Rodríguez (73. Guillermo Celis), Edwin Cardona – Carlos Bacca (88. Dayro Moreno) Cheftrainer: José Pékerman ( Argentinien) | Kolumbien | Aufstellung USA gegen Kolumbien |
| Vereinigte Staaten                                                                    | 0:1 Cristián Zapata (8.) 0:2 James Rodríguez (42., Handelfmeter) | | Kolumbien | Aufstellung USA gegen Kolumbien |
| Vereinigte Staaten                                                                    | Alejandro Bedoya (57.) | | Kolumbien | Aufstellung USA gegen Kolumbien |
| Vereinigte Staaten                                                                    | Spieler des Spiels: Cristián Zapata (Kolumbien) | | Kolumbien | Aufstellung USA gegen Kolumbien |
| 3. Juni 2016 um 18:30 Uhr (4. Juni um 03:30 Uhr MESZ) in Santa Clara (Levi’s Stadium) | | |           |                                 |
| Zuschauer: 67.439                                                                     | | |           |                                 |
| Schiedsrichter: Roberto García Orozco ( Mexiko)                                       | | |           |                                 |
| Spielbericht                                                                          | | |           |                                 |

#### Costa Rica – Paraguay 0:0
| Costa Rica                                                                    | Costa Rica | Paraguay | Paraguay | Aufstellung                           |
| ----------------------------------------------------------------------------- | --- | --- | -------- | ------------------------------------- |
| Costa Rica                                                                    | \| 4. Juni 2016 um 17:00 Uhr (23:00 Uhr MESZ) in Orlando (Camping World Stadium) \| \| Zuschauer: 14.334 \| \| Schiedsrichter: Patricio Loustau ( Argentinien) \| \| Spielbericht \|                                                                                      | \| 4. Juni 2016 um 17:00 Uhr (23:00 Uhr MESZ) in Orlando (Camping World Stadium) \| \| Zuschauer: 14.334 \| \| Schiedsrichter: Patricio Loustau ( Argentinien) \| \| Spielbericht \|                                                                                  | Paraguay | Aufstellung Costa Rica gegen Paraguay |
| Costa Rica                                                                    | Patrick Pemberton – Cristian Gamboa, Kendall Waston, Jhonny Acosta, Óscar Duarte, Rónald Matarrita – Celso Borges, Yeltsin Tejeda (59. Randall Azofeifa) – Bryan Ruiz (78. Christian Bolaños), Joel Campbell (67. Johan Venegas) – Marco Ureña Cheftrainer: Óscar Ramírez | Justo Villar – Bruno Valdez, Gustavo Gómez, Paulo da Silva, Miguel Samudio – Derlis González (89. Juan Iturbe), Celso Ortiz, Robert Piris, Óscar Romero (70. Edgar Benítez) – Jorge Benítez (73. Nelson Valdez), Darío Lezcano Cheftrainer: Ramón Díaz ( Argentinien) | Paraguay | Aufstellung Costa Rica gegen Paraguay |
| Costa Rica                                                                    | Yeltsin Tejeda (1.), Rónald Matarrita (49.) | Jorge Benítez (13.), Nelson Valdez (79.), Derlis González (83.) | Paraguay | Aufstellung Costa Rica gegen Paraguay |
| Costa Rica                                                                    | Kendall Waston (90.+4′) | | Paraguay | Aufstellung Costa Rica gegen Paraguay |
| Costa Rica                                                                    | Spieler des Spiels: Gustavo Gómez (Paraguay) | | Paraguay | Aufstellung Costa Rica gegen Paraguay |
| 4. Juni 2016 um 17:00 Uhr (23:00 Uhr MESZ) in Orlando (Camping World Stadium) | | |          |                                       |
| Zuschauer: 14.334                                                             | | |          |                                       |
| Schiedsrichter: Patricio Loustau ( Argentinien)                               | | |          |                                       |
| Spielbericht                                                                  | | |          |                                       |

#### USA – Costa Rica 4:0 (3:0)
| USA                                                                            | USA | Costa Rica | Costa Rica | Aufstellung                      |
| ------------------------------------------------------------------------------ | --- | --- | ---------- | -------------------------------- |
| Vereinigte Staaten                                                             | \| 7. Juni 2016 um 19:00 Uhr (8. Juni, 02:00 Uhr MESZ) in Chicago (Soldier Field) \| \| Zuschauer: 39.642 \| \| Schiedsrichter: Roddy Zambrano ( Ecuador) \| \| Spielbericht \| | \| 7. Juni 2016 um 19:00 Uhr (8. Juni, 02:00 Uhr MESZ) in Chicago (Soldier Field) \| \| Zuschauer: 39.642 \| \| Schiedsrichter: Roddy Zambrano ( Ecuador) \| \| Spielbericht \|                                                                                                | Costa Rica | Aufstellung USA gegen Costa Rica |
| Vereinigte Staaten                                                             | Brad Guzan – DeAndre Yedlin, Geoff Cameron, John Anthony Brooks, Fabian Johnson – Alejandro Bedoya (83. Kyle Beckerman), Michael Bradley , Jermaine Jones – Gyasi Zardes, Clint Dempsey (78. Chris Wondolowski), Bobby Wood (70. Graham Zusi) Cheftrainer: Jürgen Klinsmann ( Deutschland) | Patrick Pemberton – Cristian Gamboa (46. José Salvatierra), Óscar Duarte, Jhonny Acosta, Francisco Calvo, Rónald Matarrita – Celso Borges – Christian Bolaños, Bryan Ruiz , Joel Campbell (46. Randall Azofeifa) – Marco Ureña (18. Álvaro Saborío) Cheftrainer: Óscar Ramírez | Costa Rica | Aufstellung USA gegen Costa Rica |
| Vereinigte Staaten                                                             | 1:0 Clint Dempsey (9., Elfmeter) 2:0 Jermaine Jones (37.) 3:0 Bobby Wood (42.) 4:0 Graham Zusi (87.) | | Costa Rica | Aufstellung USA gegen Costa Rica |
| Vereinigte Staaten                                                             | Fabian Johnson (44.), John Anthony Brooks (82.) | | Costa Rica | Aufstellung USA gegen Costa Rica |
| Vereinigte Staaten                                                             | Spieler des Spiels: Jermaine Jones (USA) | | Costa Rica | Aufstellung USA gegen Costa Rica |
| 7. Juni 2016 um 19:00 Uhr (8. Juni, 02:00 Uhr MESZ) in Chicago (Soldier Field) | | |            |                                  |
| Zuschauer: 39.642                                                              | | |            |                                  |
| Schiedsrichter: Roddy Zambrano ( Ecuador)                                      | | |            |                                  |
| Spielbericht                                                                   | | |            |                                  |

#### Kolumbien – Paraguay 2:1 (2:0)
| Kolumbien                                                                           | Kolumbien | Paraguay | Paraguay | Aufstellung                          |
| ----------------------------------------------------------------------------------- | --- | --- | -------- | ------------------------------------ |
| Kolumbien                                                                           | \| 7. Juni 2016 um 19:30 Uhr (8. Juni, 04:30 Uhr MESZ) in Pasadena (Rose Bowl Stadium) \| \| Zuschauer: 42.766 \| \| Schiedsrichter: Héber Lopes ( Brasilien) \| \| Spielbericht \|                                                                                              | \| 7. Juni 2016 um 19:30 Uhr (8. Juni, 04:30 Uhr MESZ) in Pasadena (Rose Bowl Stadium) \| \| Zuschauer: 42.766 \| \| Schiedsrichter: Héber Lopes ( Brasilien) \| \| Spielbericht \|                                                                                      | Paraguay | Aufstellung Kolumbien gegen Paraguay |
| Kolumbien                                                                           | David Ospina – Santiago Arias, Cristián Zapata (90. Yerry Mina), Jeison Murillo, Farid Díaz – Sebastián Pérez (58. Guillermo Celis), Daniel Torres – Juan Cuadrado (87. Marlos Moreno), James Rodríguez , Edwin Cardona – Carlos Bacca Cheftrainer: José Pékerman ( Argentinien) | Justo Villar – Bruno Valdez, Gustavo Gómez, Paulo da Silva, Miguel Samudio – Óscar Romero, Robert Piris (46. Víctor Ayala), Celso Ortiz, Miguel Almirón – Edgar Benítez (46. Jorge Benítez), Darío Lezcano (67. Antonio Sanabria) Cheftrainer: Ramón Díaz ( Argentinien) | Paraguay | Aufstellung Kolumbien gegen Paraguay |
| Kolumbien                                                                           | 1:0 Carlos Bacca (12.) 2:0 James Rodríguez (30.) | 2:1 Víctor Ayala (71.) | Paraguay | Aufstellung Kolumbien gegen Paraguay |
| Kolumbien                                                                           | Jeison Murillo (45.) | Dario Lezcano (63.), Óscar Romero (79.) | Paraguay | Aufstellung Kolumbien gegen Paraguay |
| Kolumbien                                                                           | Óscar Romero (81.) | | Paraguay | Aufstellung Kolumbien gegen Paraguay |
| Kolumbien                                                                           | Spieler des Spiels: James Rodríguez (Kolumbien) | | Paraguay | Aufstellung Kolumbien gegen Paraguay |
| 7. Juni 2016 um 19:30 Uhr (8. Juni, 04:30 Uhr MESZ) in Pasadena (Rose Bowl Stadium) | | |          |                                      |
| Zuschauer: 42.766                                                                   | | |          |                                      |
| Schiedsrichter: Héber Lopes ( Brasilien)                                            | | |          |                                      |
| Spielbericht                                                                        | | |          |                                      |

#### USA – Paraguay 1:0 (1:0)
| USA                                                                                             | USA | Paraguay | Paraguay | Aufstellung                    |
| ----------------------------------------------------------------------------------------------- | --- | --- | -------- | ------------------------------ |
| Vereinigte Staaten                                                                              | \| 11. Juni 2016 um 19:00 Uhr (12. Juni, 01:00 Uhr MESZ) in Philadelphia (Lincoln Financial Field) \| \| Zuschauer: 51.041 \| \| Schiedsrichter: Julio Bascuñán ( Chile) \| \| Spielbericht \|                                                                                          | \| 11. Juni 2016 um 19:00 Uhr (12. Juni, 01:00 Uhr MESZ) in Philadelphia (Lincoln Financial Field) \| \| Zuschauer: 51.041 \| \| Schiedsrichter: Julio Bascuñán ( Chile) \| \| Spielbericht \|                                                                                | Paraguay | Aufstellung USA gegen Paraguay |
| Vereinigte Staaten                                                                              | Brad Guzan – DeAndre Yedlin, Geoff Cameron, John Anthony Brooks, Fabian Johnson – Alejandro Bedoya (74. Graham Zusi), Michael Bradley , Jermaine Jones – Gyasi Zardes, Clint Dempsey (49. Michael Orozco), Bobby Wood (85. Kyle Beckerman) Cheftrainer: Jürgen Klinsmann ( Deutschland) | Justo Villar – Paulo da Silva, Gustavo Gómez, Fabián Balbuena (45. Juan Iturbe), Miguel Samudio – Derlis González, Víctor Ayala, Celso Ortiz (54. Rodrigo Rojas), Miguel Almirón – Antonio Sanabria (62. Jorge Benítez), Darío Lezcano Cheftrainer: Ramón Díaz ( Argentinien) | Paraguay | Aufstellung USA gegen Paraguay |
| Vereinigte Staaten                                                                              | 1:0 Clint Dempsey (26.) | | Paraguay | Aufstellung USA gegen Paraguay |
| Vereinigte Staaten                                                                              | DeAndre Yedlin (46.), Michael Bradley (58.), Bobby Wood (71.), Michael Orozco (78.), Jermaine Jones (87.) | Celso Ortiz (12.), Rodrigo Rojas (70.), Víctor Ayala (81.) | Paraguay | Aufstellung USA gegen Paraguay |
| Vereinigte Staaten                                                                              | DeAndre Yedlin (47.) | | Paraguay | Aufstellung USA gegen Paraguay |
| Vereinigte Staaten                                                                              | Spieler des Spiels: John Brooks (USA) | | Paraguay | Aufstellung USA gegen Paraguay |
| 11. Juni 2016 um 19:00 Uhr (12. Juni, 01:00 Uhr MESZ) in Philadelphia (Lincoln Financial Field) | | |          |                                |
| Zuschauer: 51.041                                                                               | | |          |                                |
| Schiedsrichter: Julio Bascuñán ( Chile)                                                         | | |          |                                |
| Spielbericht                                                                                    | | |          |                                |

#### Kolumbien – Costa Rica 2:3 (1:2)
| Kolumbien                                                                      | Kolumbien | Costa Rica | Costa Rica | Aufstellung                            |
| ------------------------------------------------------------------------------ | --- | --- | ---------- | -------------------------------------- |
| Kolumbien                                                                      | \| 11. Juni 2016 um 20:00 Uhr (12. Juni, 03:00 Uhr MESZ) in Houston (NRG Stadium) \| \| Zuschauer: 45.808 \| \| Schiedsrichter: José Argote ( Venezuela) \| \| Spielbericht \| | \| 11. Juni 2016 um 20:00 Uhr (12. Juni, 03:00 Uhr MESZ) in Houston (NRG Stadium) \| \| Zuschauer: 45.808 \| \| Schiedsrichter: José Argote ( Venezuela) \| \| Spielbericht \|                                                                                                | Costa Rica | Aufstellung Kolumbien gegen Costa Rica |
| Kolumbien                                                                      | Róbinson Zapata – Stefan Medina, Felipe Aguilar (66. Juan Cuadrado), Yerry Mina, Frank Fabra – Guillermo Celis, Carlos Sánchez , Sebastián Pérez (46. James Rodríguez) – Dayro Moreno (46. Edwin Cardona), Roger Martínez, Marlos Moreno Cheftrainer: José Pékerman ( Argentinien) | Patrick Pemberton – José Salvatierra (46. Bryan Oviedo), Kendall Waston, Jhonny Acosta, Francisco Calvo, Rónald Matarrita – Randall Azofeifa, Celso Borges (77. Yeltsin Tejeda) – Christian Bolaños, Johan Venegas, Bryan Ruiz (78. Joel Campbell) Cheftrainer: Óscar Ramírez | Costa Rica | Aufstellung Kolumbien gegen Costa Rica |
| Kolumbien                                                                      | 1:1 Frank Fabra (7.) 2:3 Marlos Moreno (73.) | 0:1 Johan Venegas (2.) 1:2 Frank Fabra (34., Eigentor) 1:3 Celso Borges (58.) | Costa Rica | Aufstellung Kolumbien gegen Costa Rica |
| Kolumbien                                                                      | Roger Martínez (41.) | Randall Azofeifa (44.), Patrick Pemberton (83.), Kendall Waston (87.), Joel Campbell (90.+2′) | Costa Rica | Aufstellung Kolumbien gegen Costa Rica |
| Kolumbien                                                                      | Spieler des Spiels: Celso Borges (Costa Rica) | | Costa Rica | Aufstellung Kolumbien gegen Costa Rica |
| 11. Juni 2016 um 20:00 Uhr (12. Juni, 03:00 Uhr MESZ) in Houston (NRG Stadium) | | |            |                                        |
| Zuschauer: 45.808                                                              | | |            |                                        |
| Schiedsrichter: José Argote ( Venezuela)                                       | | |            |                                        |
| Spielbericht                                                                   | | |            |                                        |

### Gruppe B

#### Haiti – Peru 0:1 (0:0)
| Haiti                                                                              | Haiti | Peru | Peru | Aufstellung                  |
| ---------------------------------------------------------------------------------- | --- | --- | ---- | ---------------------------- |
| Haiti                                                                              | \| 4. Juni 2016 um 16:30 Uhr (5. Juni, 01:30 Uhr MESZ) in Seattle (CenturyLink Field) \| \| Zuschauer: 20.190 \| \| Schiedsrichter: John Pitti ( Panama) \| \| Spielbericht \|                                                                            | \| 4. Juni 2016 um 16:30 Uhr (5. Juni, 01:30 Uhr MESZ) in Seattle (CenturyLink Field) \| \| Zuschauer: 20.190 \| \| Schiedsrichter: John Pitti ( Panama) \| \| Spielbericht \| | Peru | Aufstellung Haiti gegen Peru |
| Haiti                                                                              | Johnny Placide – Réginal Goreux, Romain Genevois, Mechack Jérôme, Kim Jaggy – Max Hilaire (39. Jean Alexandre), Jeff Louis, James Marcelin, Kevin Lafrance, Wilde Guerrier – Duckens Nazon (70. Kervens Belfort) Cheftrainer: Patrice Neveu ( Frankreich) | Pedro Gallese – Renzo Revoredo, Alberto Junior Rodríguez, Christian Ramos, Miguel Trauco – Renato Tapia, Óscar Vílchez, Alejandro Hohberg (83. Andy Polo), Christian Cueva (75. Yoshimar Yotún), Edison Flores (90.+1′ Luiz Beto da Silva) – Paolo Guerrero Cheftrainer: Ricardo Gareca ( Argentinien) | Peru | Aufstellung Haiti gegen Peru |
| Haiti                                                                              | 0:1 Paolo Guerrero (61.) | | Peru | Aufstellung Haiti gegen Peru |
| Haiti                                                                              | Jean Alexandre (50.), James Marcelin (75.) | Alberto Rodríguez (29.), Paolo Guerrero (69.), Yoshimar Yotún (84.) | Peru | Aufstellung Haiti gegen Peru |
| Haiti                                                                              | Spieler des Spiels: Paolo Guerrero (Peru) | | Peru | Aufstellung Haiti gegen Peru |
| 4. Juni 2016 um 16:30 Uhr (5. Juni, 01:30 Uhr MESZ) in Seattle (CenturyLink Field) | | |      |                              |
| Zuschauer: 20.190                                                                  | | |      |                              |
| Schiedsrichter: John Pitti ( Panama)                                               | | |      |                              |
| Spielbericht                                                                       | | |      |                              |

#### Brasilien – Ecuador 0:0
| Brasilien                                                                           | Brasilien | Ecuador | Ecuador | Aufstellung                         |
| ----------------------------------------------------------------------------------- | --- | --- | ------- | ----------------------------------- |
| Brasilien                                                                           | \| 4. Juni 2016 um 19:00 Uhr (5. Juni, 04:00 Uhr MESZ) in Pasadena (Rose Bowl Stadium) \| \| Zuschauer: 53.158 \| \| Schiedsrichter: Julio Bascuñán ( Chile) \| \| Spielbericht \|                           | \| 4. Juni 2016 um 19:00 Uhr (5. Juni, 04:00 Uhr MESZ) in Pasadena (Rose Bowl Stadium) \| \| Zuschauer: 53.158 \| \| Schiedsrichter: Julio Bascuñán ( Chile) \| \| Spielbericht \| | Ecuador | Aufstellung Brasilien gegen Ecuador |
| Brasilien                                                                           | Alisson – Dani Alves , Marquinhos, Gil, Filipe Luís – Casemiro, Elias (86. Lucas Lima), Renato Augusto, Willian (76. Lucas Moura), Philippe Coutinho – Jonas (62. Gabriel Barbosa) Cheftrainer: Carlos Dunga | Esteban Dreer – Juan Carlos Paredes, Gabriel Achilier, Arturo Mina, Walter Ayoví – Carlos Gruezo, Christian Noboa, Antonio Valencia, Miller Bolaños (90.+1′ Fernando Gaibor), Jefferson Montero (81. Fidel Martínez) – Enner Valencia (81. Jaime Ayoví) Cheftrainer: Gustavo Quinteros | Ecuador | Aufstellung Brasilien gegen Ecuador |
| Brasilien                                                                           | Casemiro (18.), Elias (36.), Gil (39.) | Juan Carlos Paredes (47.), Enner Valencia (77.), Jaime Ayoví (86.) | Ecuador | Aufstellung Brasilien gegen Ecuador |
| Brasilien                                                                           | Alisson unterläuft ein fälschlich nicht gewertetes Eigentor (66.) | | Ecuador | Aufstellung Brasilien gegen Ecuador |
| Brasilien                                                                           | Spieler des Spiels: Esteban Dreer (Ecuador) | | Ecuador | Aufstellung Brasilien gegen Ecuador |
| 4. Juni 2016 um 19:00 Uhr (5. Juni, 04:00 Uhr MESZ) in Pasadena (Rose Bowl Stadium) | | |         |                                     |
| Zuschauer: 53.158                                                                   | | |         |                                     |
| Schiedsrichter: Julio Bascuñán ( Chile)                                             | | |         |                                     |
| Spielbericht                                                                        | | |         |                                     |

#### Brasilien – Haiti 7:1 (3:0)
| Brasilien                                                                              | Brasilien | Haiti | Haiti | Aufstellung                       |
| -------------------------------------------------------------------------------------- | --- | --- | ----- | --------------------------------- |
| Brasilien                                                                              | \| 8. Juni 2016 um 19:30 Uhr (9. Juni, 01:30 Uhr MESZ) in Orlando (Camping World Stadium) \| \| Zuschauer: 28.241 \| \| Schiedsrichter: Mark Geiger ( Vereinigte Staaten) \| \| Spielbericht \|         | \| 8. Juni 2016 um 19:30 Uhr (9. Juni, 01:30 Uhr MESZ) in Orlando (Camping World Stadium) \| \| Zuschauer: 28.241 \| \| Schiedsrichter: Mark Geiger ( Vereinigte Staaten) \| \| Spielbericht \|                                                                                               | Haiti | Aufstellung Brasilien gegen Haiti |
| Brasilien                                                                              | Alisson – Dani Alves , Marquinhos, Gil, Filipe Luís – Casemiro (62. Lucas Lima), Elias (71. Walace), Renato Augusto, Willian, Philippe Coutinho – Jonas (46. Gabriel Barbosa) Cheftrainer: Carlos Dunga | Johnny Placide – Mechack Jérôme, Romain Genevois, Réginal Goreux – Jean Alcénat (82. Jean-Eudes Maurice), Kim Jaggy – James Marcelin, Kevin Lafrance, Jean Alexandre (62. Max Hilaire), Jeff Louis – Jeff Louis, Kervens Belfort (51. Duckens Nazon) Cheftrainer: Patrice Neveu ( Frankreich) | Haiti | Aufstellung Brasilien gegen Haiti |
| Brasilien                                                                              | 1:0 Philippe Coutinho (14.) 2:0 Philippe Coutinho (29.) 3:0 Renato Augusto (35.) 4:0 Gabriel Barbosa (59.) 5:0 Lucas Lima (67.) 6:1 Renato Augusto (86.) 7:1 Philippe Coutinho (90.+2′)                 | 5:1 James Marcelin (70.) | Haiti | Aufstellung Brasilien gegen Haiti |
| Brasilien                                                                              | Casemiro (36.) | Réginal Goreux (25.) | Haiti | Aufstellung Brasilien gegen Haiti |
| Brasilien                                                                              | Spieler des Spiels: Philippe Coutinho (Brasilien) | | Haiti | Aufstellung Brasilien gegen Haiti |
| 8. Juni 2016 um 19:30 Uhr (9. Juni, 01:30 Uhr MESZ) in Orlando (Camping World Stadium) | | |       |                                   |
| Zuschauer: 28.241                                                                      | | |       |                                   |
| Schiedsrichter: Mark Geiger ( Vereinigte Staaten)                                      | | |       |                                   |
| Spielbericht                                                                           | | |       |                                   |

#### Ecuador – Peru 2:2 (1:2)
| Ecuador                                                                                         | Ecuador | Peru | Peru | Aufstellung                    |
| ----------------------------------------------------------------------------------------------- | --- | --- | ---- | ------------------------------ |
| Ecuador                                                                                         | \| 8. Juni 2016 um 20:00 Uhr (9. Juni, 04:00 Uhr MESZ) in Glendale (University of Phoenix Stadium) \| \| Zuschauer: 11.937 \| \| Schiedsrichter: Wilmar Roldán ( Kolumbien) \| \| Spielbericht \|                                                                                      | \| 8. Juni 2016 um 20:00 Uhr (9. Juni, 04:00 Uhr MESZ) in Glendale (University of Phoenix Stadium) \| \| Zuschauer: 11.937 \| \| Schiedsrichter: Wilmar Roldán ( Kolumbien) \| \| Spielbericht \|                                                                                             | Peru | Aufstellung Ecuador gegen Peru |
| Ecuador                                                                                         | Alexander Domínguez – Juan Carlos Paredes (46. Jaime Ayoví), Gabriel Achilier, Arturo Mina, Walter Ayoví – Carlos Gruezo, Christian Noboa, Antonio Valencia, Miller Bolaños (62. Fidel Martínez), Jefferson Montero (88. Juan Cazares) – Enner Valencia Cheftrainer: Gustavo Quinteros | Pedro Gallese – Renzo Revoredo, Christian Ramos, Alberto Junior Rodríguez, Miguel Trauco – Renato Tapia, Óscar Vílchez (72. Raúl Ruidíaz), Alejandro Hohberg (50. Andy Polo), Christian Cueva, Edison Flores (79. Yoshimar Yotún) – Paolo Guerrero Cheftrainer: Ricardo Gareca ( Argentinien) | Peru | Aufstellung Ecuador gegen Peru |
| Ecuador                                                                                         | 1:2 Enner Valencia (39.) 2:2 Miller Bolaños (48.) | 0:1 Christian Cueva (5.) 0:2 Edison Flores (13.) | Peru | Aufstellung Ecuador gegen Peru |
| Ecuador                                                                                         | Carlos Gruezo (12.), Gabriel Achilier (22.) | Óscar Vílchez (12.) | Peru | Aufstellung Ecuador gegen Peru |
| Ecuador                                                                                         | Gabriel Achilier (90.+3′) | | Peru | Aufstellung Ecuador gegen Peru |
| Ecuador                                                                                         | Spieler des Spiels: Enner Valencia (Ecuador) | | Peru | Aufstellung Ecuador gegen Peru |
| 8. Juni 2016 um 20:00 Uhr (9. Juni, 04:00 Uhr MESZ) in Glendale (University of Phoenix Stadium) | | |      |                                |
| Zuschauer: 11.937                                                                               | | |      |                                |
| Schiedsrichter: Wilmar Roldán ( Kolumbien)                                                      | | |      |                                |
| Spielbericht                                                                                    | | |      |                                |

#### Ecuador – Haiti 4:0 (2:0)
| Ecuador                                                                                    | Ecuador | Haiti | Haiti | Aufstellung                     |
| ------------------------------------------------------------------------------------------ | --- | --- | ----- | ------------------------------- |
| Ecuador                                                                                    | \| 12. Juni 2016 um 18:30 Uhr (13. Juni, 00:30 Uhr MESZ) in East Rutherford (MetLife Stadium) \| \| Zuschauer: 49.438 \| \| Schiedsrichter: Gery Vargas ( Bolivien) \| \| Spielbericht \| | \| 12. Juni 2016 um 18:30 Uhr (13. Juni, 00:30 Uhr MESZ) in East Rutherford (MetLife Stadium) \| \| Zuschauer: 49.438 \| \| Schiedsrichter: Gery Vargas ( Bolivien) \| \| Spielbericht \|                                                                            | Haiti | Aufstellung Ecuador gegen Haiti |
| Ecuador                                                                                    | Alexander Domínguez – Juan Carlos Paredes, Arturo Mina, Frickson Erazo, Walter Ayoví – Antonio Valencia, Christian Noboa, Carlos Gruezo (79. Fernando Gaibor) – Jaime Ayoví (46. Juan Cazares), Enner Valencia (84. Fidel Martínez), Jefferson Montero Cheftrainer: Gustavo Quinteros ( Bolivien) | Johny Placide – Stephane Lambese, Roman Genevois, Jerome Mechak, Kim Jaggy, Sony Norde – Jean Eudes Maurice, James Marcelin (79. Jean Marc Alexandre), Duckens Nazón, Kevin Lafrance (71. Max Hilaire) – Kervens Belfort (70. Jeff Louis) Cheftrainer: Patrice Neveu | Haiti | Aufstellung Ecuador gegen Haiti |
| Ecuador                                                                                    | 1:0 Enner Valencia (11.) 2:0 Jaime Ayoví (20.) 3:0 Christian Noboa (57.) 4:0 Antonio Valencia (78.) | | Haiti | Aufstellung Ecuador gegen Haiti |
| Ecuador                                                                                    | Kevin Lafrance (37.), Roman Genevois (90.+2′) | | Haiti | Aufstellung Ecuador gegen Haiti |
| Ecuador                                                                                    | Spieler des Spiels: Enner Valencia (Ecuador) | | Haiti | Aufstellung Ecuador gegen Haiti |
| 12. Juni 2016 um 18:30 Uhr (13. Juni, 00:30 Uhr MESZ) in East Rutherford (MetLife Stadium) | | |       |                                 |
| Zuschauer: 49.438                                                                          | | |       |                                 |
| Schiedsrichter: Gery Vargas ( Bolivien)                                                    | | |       |                                 |
| Spielbericht                                                                               | | |       |                                 |

#### Brasilien – Peru 0:1 (0:0)
| Brasilien                                                                              | Brasilien | Peru | Peru | Aufstellung                      |
| -------------------------------------------------------------------------------------- | --- | --- | ---- | -------------------------------- |
| Brasilien                                                                              | \| 12. Juni 2016 um 20:30 Uhr (13. Juni, 02:30 Uhr MESZ) in Foxborough (Gillette Stadium) \| \| Zuschauer: 36.187 \| \| Schiedsrichter: Andrés Cunha ( Uruguay) \| \| Spielbericht \| | \| 12. Juni 2016 um 20:30 Uhr (13. Juni, 02:30 Uhr MESZ) in Foxborough (Gillette Stadium) \| \| Zuschauer: 36.187 \| \| Schiedsrichter: Andrés Cunha ( Uruguay) \| \| Spielbericht \|                                                                                                  | Peru | Aufstellung Brasilien gegen Peru |
| Brasilien                                                                              | Alisson – Dani Alves, João Miranda , Gil, Filipe Luís – Elias, Renato Augusto, Willian, Lucas Lima, Philippe Coutinho – Gabriel Barbosa (72. Hulk) Cheftrainer: Carlos Dunga          | Pedro Gallese – Aldo Corzo, Alberto Junior Rodríguez, Christian Ramos, Miguel Trauco – Óscar Vílchez, Adán Balbín (46. Yoshimar Yotún), Andy Polo, Christian Cueva (90.+1′ Renato Tapia), Edison Flores (64. Raúl Ruidíaz) – Paolo Guerrero Cheftrainer: Ricardo Gareca ( Argentinien) | Peru | Aufstellung Brasilien gegen Peru |
| Brasilien                                                                              | 0:1 Raúl Ruidíaz (75.) | | Peru | Aufstellung Brasilien gegen Peru |
| Brasilien                                                                              | Lucas Lima (72.), Renato Augusto (89.) | Yoshimar Yotún (90.+3′) | Peru | Aufstellung Brasilien gegen Peru |
| Brasilien                                                                              | Ruidíaz erzielte das Tor mit der Hand | | Peru | Aufstellung Brasilien gegen Peru |
| Brasilien                                                                              | Spieler des Spiels: Pedro Gallese (Peru) | | Peru | Aufstellung Brasilien gegen Peru |
| 12. Juni 2016 um 20:30 Uhr (13. Juni, 02:30 Uhr MESZ) in Foxborough (Gillette Stadium) | | |      |                                  |
| Zuschauer: 36.187                                                                      | | |      |                                  |
| Schiedsrichter: Andrés Cunha ( Uruguay)                                                | | |      |                                  |
| Spielbericht                                                                           | | |      |                                  |

### Gruppe C

#### Jamaika – Venezuela 0:1 (0:1)
| Jamaika                                                               | Jamaika | Venezuela | Venezuela | Aufstellung                         |
| --------------------------------------------------------------------- | --- | --- | --------- | ----------------------------------- |
| Jamaika                                                               | \| 5. Juni 2016 um 16:00 Uhr (23:00 Uhr MESZ) in Chicago (Soldier Field) \| \| Zuschauer: 25.560 \| \| Schiedsrichter: Víctor Hugo Carrillo ( Peru) \| \| Spielbericht \| | \| 5. Juni 2016 um 16:00 Uhr (23:00 Uhr MESZ) in Chicago (Soldier Field) \| \| Zuschauer: 25.560 \| \| Schiedsrichter: Víctor Hugo Carrillo ( Peru) \| \| Spielbericht \| | Venezuela | Aufstellung Jamaika gegen Venezuela |
| Jamaika                                                               | Andre Blake – Je-Vaughn Watson (88. Michael Binns), Adrian Mariappa , Jermaine Taylor, Kemar Lawrence (40. Wes Morgan) – Garath McCleary, Jobi McAnuff, Michael Hector (77. Lee Williamson), Rodolph Austin – Clayton Donaldson, Giles Barnes Cheftrainer: Winfried Schäfer ( Deutschland) | Dani Hernández – Roberto Rosales, Wilker Ángel, Oswaldo Vizcarrondo, Rolf Feltscher, Alejandro Guerra (90.+1′ Alexander González), Tomás Rincón , Arquímedes Figuera, Luis Manuel Seijas (86. Rómulo Otero) – Salomón Rondón, Josef Martínez (77. Adalberto Peñaranda) Cheftrainer: Rafael Dudamel | Venezuela | Aufstellung Jamaika gegen Venezuela |
| Jamaika                                                               | 0:1 Josef Martínez (15.) | | Venezuela | Aufstellung Jamaika gegen Venezuela |
| Jamaika                                                               | Michael Hector (20.) Adrian Mariappa (90.+2′) | Arquímedes Figuera (45.+2′), Oswaldo Vizcarrondo (75.) | Venezuela | Aufstellung Jamaika gegen Venezuela |
| Jamaika                                                               | Rodolph Austin (24.) | | Venezuela | Aufstellung Jamaika gegen Venezuela |
| Jamaika                                                               | Winfried Schäfer wurde in der Halbzeitpause auf die Tribüne verwiesen. | | Venezuela | Aufstellung Jamaika gegen Venezuela |
| Jamaika                                                               | Spieler des Spiels: Josef Martínez (Venezuela) | | Venezuela | Aufstellung Jamaika gegen Venezuela |
| 5. Juni 2016 um 16:00 Uhr (23:00 Uhr MESZ) in Chicago (Soldier Field) | | |           |                                     |
| Zuschauer: 25.560                                                     | | |           |                                     |
| Schiedsrichter: Víctor Hugo Carrillo ( Peru)                          | | |           |                                     |
| Spielbericht                                                          | | |           |                                     |

#### Mexiko – Uruguay 3:1 (1:0)
| Mexiko                                                                                          | Mexiko | Uruguay | Uruguay | Aufstellung                      |
| ----------------------------------------------------------------------------------------------- | --- | --- | ------- | -------------------------------- |
| Mexiko                                                                                          | \| 5. Juni 2016 um 18:00 Uhr (6. Juni, 02:00 Uhr MESZ) in Glendale (University of Phoenix Stadium) \| \| Zuschauer: 60.025 \| \| Schiedsrichter: Enrique Cáceres ( Paraguay) \| \| Spielbericht \|                                                                              | \| 5. Juni 2016 um 18:00 Uhr (6. Juni, 02:00 Uhr MESZ) in Glendale (University of Phoenix Stadium) \| \| Zuschauer: 60.025 \| \| Schiedsrichter: Enrique Cáceres ( Paraguay) \| \| Spielbericht \|                                                                               | Uruguay | Aufstellung Mexiko gegen Uruguay |
| Mexiko                                                                                          | Alfredo Talavera – Miguel Layún, Néstor Araujo, Diego Reyes, Héctor Moreno – Héctor Herrera, Rafael Márquez , Andrés Guardado – Javier Aquino (55. Hirving Lozano), Chicharito (83. Raúl Jiménez), Jesús Corona (61. Jesús Dueñas) Cheftrainer: Juan Carlos Osorio ( Kolumbien) | Fernando Muslera – Maxi Pereira, José María Giménez, Diego Godín , Álvaro Pereira – Carlos Sánchez (84. Gastón Ramírez), Egidio Arévalo Ríos, Matías Vecino, Nicolás Lodeiro (46. Álvaro González) – Diego Rolán (60. Abel Hernández), Edinson Cavani Cheftrainer: Óscar Tabárez | Uruguay | Aufstellung Mexiko gegen Uruguay |
| Mexiko                                                                                          | 1:0 Álvaro Pereira (4., Eigentor) 2:1 Rafael Márquez (85.) 3:1 Héctor Herrera (90.+2′) | 1:1 Diego Godín (74.) | Uruguay | Aufstellung Mexiko gegen Uruguay |
| Mexiko                                                                                          | Andrés Guardado (26.), Raúl Jiménez (90.+3′) | Matías Vecino (28.), José María Giménez (60.), Maxi Pereira (68.), Diego Godín (84.) | Uruguay | Aufstellung Mexiko gegen Uruguay |
| Mexiko                                                                                          | Andrés Guardado (73.) | Matías Vecino (45.) | Uruguay | Aufstellung Mexiko gegen Uruguay |
| Mexiko                                                                                          | Spieler des Spiels: Rafael Márquez (Mexiko) | | Uruguay | Aufstellung Mexiko gegen Uruguay |
| 5. Juni 2016 um 18:00 Uhr (6. Juni, 02:00 Uhr MESZ) in Glendale (University of Phoenix Stadium) | | |         |                                  |
| Zuschauer: 60.025                                                                               | | |         |                                  |
| Schiedsrichter: Enrique Cáceres ( Paraguay)                                                     | | |         |                                  |
| Spielbericht                                                                                    | | |         |                                  |

#### Uruguay – Venezuela 0:1 (0:1)
| Uruguay                                                                                        | Uruguay | Venezuela | Venezuela | Aufstellung                         |
| ---------------------------------------------------------------------------------------------- | --- | --- | --------- | ----------------------------------- |
| Uruguay                                                                                        | \| 9. Juni 2016 um 19:30 Uhr (10. Juni, 01:30 Uhr MESZ) in Philadelphia (Lincoln Financial Field) \| \| Zuschauer: 23.002 \| \| Schiedsrichter: Patricio Loustau ( Argentinien) \| \| Spielbericht \|                                                                             | \| 9. Juni 2016 um 19:30 Uhr (10. Juni, 01:30 Uhr MESZ) in Philadelphia (Lincoln Financial Field) \| \| Zuschauer: 23.002 \| \| Schiedsrichter: Patricio Loustau ( Argentinien) \| \| Spielbericht \|                                                                                           | Venezuela | Aufstellung Uruguay gegen Venezuela |
| Uruguay                                                                                        | Fernando Muslera – Maxi Pereira, José María Giménez, Diego Godín , Gastón Silva – Carlos Sánchez (80. Mathías Corujo), Egidio Arévalo Ríos, Álvaro González (78. Nicolás Lodeiro), Gastón Ramírez (74. Diego Rolán) – Christian Stuani, Edinson Cavani Cheftrainer: Óscar Tabárez | Dani Hernández – Roberto Rosales (8. Alexander González), Wilker Ángel, Oswaldo Vizcarrondo, Rolf Feltscher – Alejandro Guerra, Tomás Rincón , Arquímedes Figuera (79. Rómulo Otero), Adalberto Peñaranda – Salomón Rondón (78. Luis Manuel Seijas), Josef Martínez Cheftrainer: Rafael Dudamel | Venezuela | Aufstellung Uruguay gegen Venezuela |
| Uruguay                                                                                        | 0:1 Salomón Rondón (36.) | | Venezuela | Aufstellung Uruguay gegen Venezuela |
| Uruguay                                                                                        | Josef Martínez (16.), Arquímedes Figuera (42.), Luis Manuel Seijas (86.) | | Venezuela | Aufstellung Uruguay gegen Venezuela |
| Uruguay                                                                                        | Spieler des Spiels: Salomón Rondón (Venezuela) | | Venezuela | Aufstellung Uruguay gegen Venezuela |
| 9. Juni 2016 um 19:30 Uhr (10. Juni, 01:30 Uhr MESZ) in Philadelphia (Lincoln Financial Field) | | |           |                                     |
| Zuschauer: 23.002                                                                              | | |           |                                     |
| Schiedsrichter: Patricio Loustau ( Argentinien)                                                | | |           |                                     |
| Spielbericht                                                                                   | | |           |                                     |

#### Mexiko – Jamaika 2:0 (1:0)
| Mexiko                                                                               | Mexiko | Jamaika | Jamaika | Aufstellung                      |
| ------------------------------------------------------------------------------------ | --- | --- | ------- | -------------------------------- |
| Mexiko                                                                               | \| 9. Juni 2016 um 19:00 Uhr (10. Juni, 04:00 Uhr MESZ) in Pasadena (Rose Bowl Stadium) \| \| Zuschauer: 83.263 \| \| Schiedsrichter: Wilton Sampaio ( Brasilien) \| \| Spielbericht \|                                                                                      | \| 9. Juni 2016 um 19:00 Uhr (10. Juni, 04:00 Uhr MESZ) in Pasadena (Rose Bowl Stadium) \| \| Zuschauer: 83.263 \| \| Schiedsrichter: Wilton Sampaio ( Brasilien) \| \| Spielbericht \|                                                                           | Jamaika | Aufstellung Mexiko gegen Jamaika |
| Mexiko                                                                               | Guillermo Ochoa – Néstor Araujo, Rafael Márquez, Héctor Moreno, Yasser Corona – Miguel Layún, Héctor Herrera, Jesús Dueñas (72. Jesús Molina) – Jesús Corona (63. Hirving Lozano), Raúl Jiménez, Chicharito (78. Oribe Peralta) Cheftrainer: Juan Carlos Osorio ( Kolumbien) | Andre Blake – Wes Morgan, Adrian Mariappa, Jermaine Taylor, Je-Vaughn Watson – Garath McLeary, Lee Williamson (77. Dever Orgill), Michael Hector, Joel McAnuff (62. Michael Binns) – Clayton Donaldson, Giles Barnes Cheftrainer: Winfried Schäfer ( Deutschland) | Jamaika | Aufstellung Mexiko gegen Jamaika |
| Mexiko                                                                               | 1:0 Javier Hernández (18.) 2:0 Oribe Peralta (81.) | | Jamaika | Aufstellung Mexiko gegen Jamaika |
| Mexiko                                                                               | Je-Vaughn Watson (27.) | | Jamaika | Aufstellung Mexiko gegen Jamaika |
| Mexiko                                                                               | Trainer Winfried Schäfer wegen Sperre aus vorigem Spiel nur auf der Tribüne | | Jamaika | Aufstellung Mexiko gegen Jamaika |
| Mexiko                                                                               | Spieler des Spiels: Javier Hernández (Mexiko) | | Jamaika | Aufstellung Mexiko gegen Jamaika |
| 9. Juni 2016 um 19:00 Uhr (10. Juni, 04:00 Uhr MESZ) in Pasadena (Rose Bowl Stadium) | | |         |                                  |
| Zuschauer: 83.263                                                                    | | |         |                                  |
| Schiedsrichter: Wilton Sampaio ( Brasilien)                                          | | |         |                                  |
| Spielbericht                                                                         | | |         |                                  |

#### Mexiko – Venezuela 1:1 (0:1)
| Mexiko                                                                         | Mexiko | Venezuela | Venezuela | Aufstellung                        |
| ------------------------------------------------------------------------------ | --- | --- | --------- | ---------------------------------- |
| Mexiko                                                                         | \| 13. Juni 2016 um 19:00 Uhr (14. Juni, 02:00 Uhr MESZ) in Houston (NRG Stadium) \| \| Zuschauer: 67.319 \| \| Schiedsrichter: Yadel Martínez ( Kuba) \| \| Spielbericht \| | \| 13. Juni 2016 um 19:00 Uhr (14. Juni, 02:00 Uhr MESZ) in Houston (NRG Stadium) \| \| Zuschauer: 67.319 \| \| Schiedsrichter: Yadel Martínez ( Kuba) \| \| Spielbericht \| | Venezuela | Aufstellung Mexiko gegen Venezuela |
| Mexiko                                                                         | José Corona – Paul Aguilar, Diego Reyes, Héctor Moreno, Jorge Torres Nilo (46. Miguel Layún) – Héctor Herrera, Jesús Dueñas, Jesús Molina (68. Chicharito), Andrés Guardado – Javier Aquino (18. Jesús Corona), Hirving Lozano, Oribe Peralta Cheftrainer: Juan Carlos Osorio ( Kolumbien) | Dani Hernández – Alexander González, Wilker Ángel, José Manuel Velázquez, Rolf Feltscher – Alejandro Guerra (83. Rómulo Otero), Tomás Rincón , Luis Manuel Seijas, Adalberto Peñaranda – Christian Santos (78. Salomón Rondón), Yonathan Del Valle (65. Josef Martínez) Cheftrainer: Rafael Dudamel | Venezuela | Aufstellung Mexiko gegen Venezuela |
| Mexiko                                                                         | 1:1 Jesús Corona (80.) | 0:1 José Manuel Velázquez (10.) | Venezuela | Aufstellung Mexiko gegen Venezuela |
| Mexiko                                                                         | Héctor Herrera (45.+1′), Jesús Molina (59.) | Alexander González (3.), Christian Santos (52.), Adalberto Peñaranda (69.) | Venezuela | Aufstellung Mexiko gegen Venezuela |
| Mexiko                                                                         | Spieler des Spiels: Jesús Corona (Mexiko) | | Venezuela | Aufstellung Mexiko gegen Venezuela |
| 13. Juni 2016 um 19:00 Uhr (14. Juni, 02:00 Uhr MESZ) in Houston (NRG Stadium) | | |           |                                    |
| Zuschauer: 67.319                                                              | | |           |                                    |
| Schiedsrichter: Yadel Martínez ( Kuba)                                         | | |           |                                    |
| Spielbericht                                                                   | | |           |                                    |

#### Uruguay – Jamaika 3:0 (1:0)
| Uruguay                                                                               | Uruguay | Jamaika | Jamaika | Aufstellung                       |
| ------------------------------------------------------------------------------------- | --- | --- | ------- | --------------------------------- |
| Uruguay                                                                               | \| 13. Juni 2016 um 19:00 Uhr (14. Juni, 04:00 Uhr MESZ) in Santa Clara (Levi’s Stadium) \| \| Zuschauer: 40.166 \| \| Schiedsrichter: Wilson Lamouroux ( Kolumbien) \| \| Spielbericht \|                                                                                        | \| 13. Juni 2016 um 19:00 Uhr (14. Juni, 04:00 Uhr MESZ) in Santa Clara (Levi’s Stadium) \| \| Zuschauer: 40.166 \| \| Schiedsrichter: Wilson Lamouroux ( Kolumbien) \| \| Spielbericht \|                                                                                              | Jamaika | Aufstellung Uruguay gegen Jamaika |
| Uruguay                                                                               | Fernando Muslera – Maxi Pereira, José María Giménez, Diego Godín , Gastón Silva – Carlos Sánchez (66. Matías Vecino), Egidio Arévalo Ríos, Álvaro González (81. Mathías Corujo), Nicolás Lodeiro – Abel Hernández (74. Gastón Ramírez), Edinson Cavani Cheftrainer: Óscar Tabárez | Andre Blake – Je-Vaughn Watson, Adrian Mariappa , Wes Morgan, Jermaine Taylor – Garath McLeary (73. Dever Orgill), Michael Hector, Lee Williamson (69. Rodolph Austin), Joel McAnuff (80. Michael Binns) – Giles Barnes, Clayton Donaldson Cheftrainer: Winfried Schäfer ( Deutschland) | Jamaika | Aufstellung Uruguay gegen Jamaika |
| Uruguay                                                                               | 1:0 Abel Hernández (21.) 2:0 Je-Vaughn Watson (66., Eigentor) 3:0 Mathías Corujo (86.) | | Jamaika | Aufstellung Uruguay gegen Jamaika |
| Uruguay                                                                               | Michael Hector (32.), Rodolph Austin (84.) | | Jamaika | Aufstellung Uruguay gegen Jamaika |
| Uruguay                                                                               | Spieler des Spiels: Abel Hernández (Uruguay) | | Jamaika | Aufstellung Uruguay gegen Jamaika |
| 13. Juni 2016 um 19:00 Uhr (14. Juni, 04:00 Uhr MESZ) in Santa Clara (Levi’s Stadium) | | |         |                                   |
| Zuschauer: 40.166                                                                     | | |         |                                   |
| Schiedsrichter: Wilson Lamouroux ( Kolumbien)                                         | | |         |                                   |
| Spielbericht                                                                          | | |         |                                   |

### Gruppe D

#### Panama – Bolivien 2:1 (1:0)
| Panama                                                                               | Panama | Bolivien | Bolivien | Aufstellung                       |
| ------------------------------------------------------------------------------------ | --- | --- | -------- | --------------------------------- |
| Panama                                                                               | \| 6. Juni 2016, 19:00 Uhr (7. Juni, 01:00 Uhr MESZ) in Orlando (Camping World Stadium) \| \| Zuschauer: 13.466 \| \| Schiedsrichter: Ricardo Montero ( Costa Rica) \| \| Spielbericht \|                                                                                           | \| 6. Juni 2016, 19:00 Uhr (7. Juni, 01:00 Uhr MESZ) in Orlando (Camping World Stadium) \| \| Zuschauer: 13.466 \| \| Schiedsrichter: Ricardo Montero ( Costa Rica) \| \| Spielbericht \| | Bolivien | Aufstellung Panama gegen Bolivien |
| Panama                                                                               | Jaime Penedo – Adolfo Machado, Felipe Baloy , Hárold Cummings (63. Luis Henríquez), Roderick Miller – Armando Cooper (74. Abdiel Arroyo), Aníbal Godoy, Gabriel Gómez, Alberto Quintero – Blas Pérez, Gabriel Torres (56. Luis Tejada) Cheftrainer: Hernán Darío Gómez ( Kolumbien) | Carlos Lampe – Ronald Eguino (46. Alejandro Meleán), Nelson Cabrera, Edward Zenteno – Diego Bejarano, Fernando Saucedo (46. Jhasmani Campos), Pedro Azogue, Marvin Bejarano – Martin Smedberg-Dalence, Yasmani Duk (87. Rodrigo Ramallo), Juan Carlos Arce Cheftrainer: Julio César Baldivieso | Bolivien | Aufstellung Panama gegen Bolivien |
| Panama                                                                               | 1:0 Blas Pérez (11.) 2:1 Blas Pérez (87.) | 1:1 Juan Carlos Arce (54.) | Bolivien | Aufstellung Panama gegen Bolivien |
| Panama                                                                               | Hárold Cummings (53.), Blas Pérez (60.), Armando Cooper (68.), Felipe Baloy (77.), Adolfo Machado (79.) | Juan Carlos Arce (17.), Pedro Azogue (77.) | Bolivien | Aufstellung Panama gegen Bolivien |
| Panama                                                                               | Spieler des Spiels: Blas Pérez (Panama) | | Bolivien | Aufstellung Panama gegen Bolivien |
| 6. Juni 2016, 19:00 Uhr (7. Juni, 01:00 Uhr MESZ) in Orlando (Camping World Stadium) | | |          |                                   |
| Zuschauer: 13.466                                                                    | | |          |                                   |
| Schiedsrichter: Ricardo Montero ( Costa Rica)                                        | | |          |                                   |
| Spielbericht                                                                         | | |          |                                   |

#### Argentinien – Chile 2:1 (0:0)
| Argentinien                                                                         | Argentinien | Chile | Chile | Aufstellung                         |
| ----------------------------------------------------------------------------------- | --- | --- | ----- | ----------------------------------- |
| Argentinien                                                                         | \| 6. Juni 2016 um 19:00 Uhr (7. Juni, 04:00 Uhr MESZ) in Santa Clara (Levi’s Stadium) \| \| Zuschauer: 69.451 \| \| Schiedsrichter: Daniel Fedorczuk ( Uruguay) \| \| Spielbericht \|                                                                                               | \| 6. Juni 2016 um 19:00 Uhr (7. Juni, 04:00 Uhr MESZ) in Santa Clara (Levi’s Stadium) \| \| Zuschauer: 69.451 \| \| Schiedsrichter: Daniel Fedorczuk ( Uruguay) \| \| Spielbericht \| | Chile | Aufstellung Argentinien gegen Chile |
| Argentinien                                                                         | Sergio Romero – Gabriel Mercado, Nicolás Otamendi, Ramiro Funes Mori, Marcos Rojo – Augusto Fernández, Javier Mascherano , Nicolás Gaitán (87. Matías Kranevitter), Éver Banega, Ángel Di María (80. Erik Lamela) – Gonzalo Higuaín (74. Sergio Agüero) Cheftrainer: Gerardo Martino | Claudio Bravo – Mauricio Isla, Gary Medel, Gonzalo Jara, Eugenio Mena (54. Fabián Orellana) – Charles Aránguiz (82. José Pedro Fuenzalida), Marcelo Díaz, Arturo Vidal – Alexis Sánchez, Eduardo Vargas (68. Mauricio Pinilla), Jean Beausejour Cheftrainer: Juan Antonio Pizzi ( Spanien) | Chile | Aufstellung Argentinien gegen Chile |
| Argentinien                                                                         | 1:0 Ángel Di María (51.) 2:0 Éver Banega (59.) | 2:1 José Pedro Fuenzalida (90.+3′) | Chile | Aufstellung Argentinien gegen Chile |
| Argentinien                                                                         | Ángel Di María (65.), Marcos Rojo (70.) | Arturo Vidal (19.), Mauricio Isla (44.), Gary Medel (65.), Jean Beausejour (86.) | Chile | Aufstellung Argentinien gegen Chile |
| Argentinien                                                                         | Spieler des Spiels: Ángel Di María (Argentinien) | | Chile | Aufstellung Argentinien gegen Chile |
| 6. Juni 2016 um 19:00 Uhr (7. Juni, 04:00 Uhr MESZ) in Santa Clara (Levi’s Stadium) | | |       |                                     |
| Zuschauer: 69.451                                                                   | | |       |                                     |
| Schiedsrichter: Daniel Fedorczuk ( Uruguay)                                         | | |       |                                     |
| Spielbericht                                                                        | | |       |                                     |

#### Chile – Bolivien 2:1 (0:0)
| Chile                                                                                  | Chile | Bolivien | Bolivien | Aufstellung                      |
| -------------------------------------------------------------------------------------- | --- | --- | -------- | -------------------------------- |
| Chile                                                                                  | \| 10. Juni 2016 um 19:00 Uhr (11. Juni, 01:00 Uhr MESZ) in Foxborough (Gillette Stadium) \| \| Zuschauer: 19.392 \| \| Schiedsrichter: Jair Marrufo ( Vereinigte Staaten) \| \| Spielbericht \|                                                                                            | \| 10. Juni 2016 um 19:00 Uhr (11. Juni, 01:00 Uhr MESZ) in Foxborough (Gillette Stadium) \| \| Zuschauer: 19.392 \| \| Schiedsrichter: Jair Marrufo ( Vereinigte Staaten) \| \| Spielbericht \| | Bolivien | Aufstellung Chile gegen Bolivien |
| Chile                                                                                  | Claudio Bravo – Mauricio Isla (76. José Pedro Fuenzalida), Gary Medel, Gonzalo Jara, Jean Beausejour – Charles Aránguiz, Pablo Hernández, Arturo Vidal – Alexis Sánchez, Mauricio Pinilla (58. Eduardo Vargas), Fabián Orellana (68. Edson Puch) Cheftrainer: Juan Antonio Pizzi ( Spanien) | Carlos Lampe – Erwin Saavedra, Ronald Eguino, Edward Zenteno, Luis Alberto Gutiérrez, Marvin Bejarano – Martin Smedberg-Dalence, Alejandro Meleán, Raúl Castro (58. Jhasmani Campos) – Juan Carlos Arce (54. Rodrigo Ramallo), Yasmani Duk (82. Wálter Veizaga) Cheftrainer: Julio César Baldivieso | Bolivien | Aufstellung Chile gegen Bolivien |
| Chile                                                                                  | 1:0 Arturo Vidal (46.) 2:1 Arturo Vidal (90.+10′, Elfmeter) | 1:1 Jhasmani Campos (61.) | Bolivien | Aufstellung Chile gegen Bolivien |
| Chile                                                                                  | Pablo Hernández (79.) | Ronald Eguino (5.), Jhasmani Campos (78.), Luis Alberto Gutiérrez (90.+9′), Wálter Veizaga (90.+9′) | Bolivien | Aufstellung Chile gegen Bolivien |
| Chile                                                                                  | Spieler des Spiels: Arturo Vidal (Chile) | | Bolivien | Aufstellung Chile gegen Bolivien |
| 10. Juni 2016 um 19:00 Uhr (11. Juni, 01:00 Uhr MESZ) in Foxborough (Gillette Stadium) | | |          |                                  |
| Zuschauer: 19.392                                                                      | | |          |                                  |
| Schiedsrichter: Jair Marrufo ( Vereinigte Staaten)                                     | | |          |                                  |
| Spielbericht                                                                           | | |          |                                  |

#### Argentinien – Panama 5:0 (1:0)
| Argentinien                                                                      | Argentinien | Panama | Panama | Aufstellung                          |
| -------------------------------------------------------------------------------- | --- | --- | ------ | ------------------------------------ |
| Argentinien                                                                      | \| 10. Juni 2016 um 20:30 Uhr (11. Juni, 03:30 Uhr MESZ) in Chicago (Soldier Field) \| \| Zuschauer: 53.885 \| \| Schiedsrichter: Joel Aguilar ( El Salvador) \| \| Spielbericht \|                                                                                            | \| 10. Juni 2016 um 20:30 Uhr (11. Juni, 03:30 Uhr MESZ) in Chicago (Soldier Field) \| \| Zuschauer: 53.885 \| \| Schiedsrichter: Joel Aguilar ( El Salvador) \| \| Spielbericht \| | Panama | Aufstellung Argentinien gegen Panama |
| Argentinien                                                                      | Sergio Romero – Gabriel Mercado, Nicolás Otamendi, Ramiro Funes Mori, Marcos Rojo – Éver Banega, Javier Mascherano , Augusto Fernández (61. Lionel Messi) – Nicolás Gaitán, Gonzalo Higuaín (76. Sergio Agüero), Ángel Di María (43. Erik Lamela) Cheftrainer: Gerardo Martino | Jaime Penedo – Adolfo Machado, Felipe Baloy , Roderick Miller, Luis Henríquez – Gabriel Gómez – Aníbal Godoy, Valentín Pimentel (20. Miguel Camargo), Alberto Quintero, Armando Cooper (76. Abdiel Arroyo) – Blas Pérez (75. Luis Tejada) Cheftrainer: Hernán Darío Gómez ( Kolumbien) | Panama | Aufstellung Argentinien gegen Panama |
| Argentinien                                                                      | 1:0 Nicolás Otamendi (7.) 2:0 Lionel Messi (68.) 3:0 Lionel Messi (78.) 4:0 Lionel Messi (87.) 5:0 Sergio Agüero (90.) | | Panama | Aufstellung Argentinien gegen Panama |
| Argentinien                                                                      | Augusto Fernández (15.), Javier Mascherano (17.), Nicolás Gaitán (66.) | Blas Pérez (6.), Felipe Baloy (17.), Aníbal Godoy (22.), Armando Cooper (47.), Luis Henríquez (78.) | Panama | Aufstellung Argentinien gegen Panama |
| Argentinien                                                                      | Aníbal Godoy (31.) | | Panama | Aufstellung Argentinien gegen Panama |
| Argentinien                                                                      | Spieler des Spiels: Lionel Messi (Argentinien) | | Panama | Aufstellung Argentinien gegen Panama |
| 10. Juni 2016 um 20:30 Uhr (11. Juni, 03:30 Uhr MESZ) in Chicago (Soldier Field) | | |        |                                      |
| Zuschauer: 53.885                                                                | | |        |                                      |
| Schiedsrichter: Joel Aguilar ( El Salvador)                                      | | |        |                                      |
| Spielbericht                                                                     | | |        |                                      |

#### Chile – Panama 4:2 (2:1)
| Chile                                                                                           | Chile | Panama | Panama | Aufstellung                    |
| ----------------------------------------------------------------------------------------------- | --- | --- | ------ | ------------------------------ |
| Chile                                                                                           | \| 14. Juni 2016 um 20:00 Uhr (15. Juni, 02:00 Uhr MESZ) in Philadelphia (Lincoln Financial Field) \| \| Zuschauer: 27.260 \| \| Schiedsrichter: Roddy Zambrano ( Ecuador) \| \| Spielbericht \|                                                                                  | \| 14. Juni 2016 um 20:00 Uhr (15. Juni, 02:00 Uhr MESZ) in Philadelphia (Lincoln Financial Field) \| \| Zuschauer: 27.260 \| \| Schiedsrichter: Roddy Zambrano ( Ecuador) \| \| Spielbericht \|                                                                                   | Panama | Aufstellung Chile gegen Panama |
| Chile                                                                                           | Claudio Bravo – Mauricio Isla, Gonzalo Jara, Gary Medel (90. Enzo Roco), Jean Beausejour (60. Edson Puch) – Charles Aránguiz, Marcelo Díaz, Arturo Vidal (90. Pablo Hernández), José Pedro Fuenzalida – Eduardo Vargas, Alexis Sánchez Cheftrainer: Juan Antonio Pizzi ( Spanien) | Jaime Penedo – Adolfo Machado , Hárold Cummings, Roderick Miller, Luis Henríquez – Gabriel Gómez, Amílcar Henríquez, Alberto Quintero (71. Ricardo Buitrago), Miguel Camargo – Luis Tejada (46. Gabriel Torres), Roberto Nurse (46. Abdiel Arroyo) Cheftrainer: Hernán Darío Gómez | Panama | Aufstellung Chile gegen Panama |
| Chile                                                                                           | 1:1 Eduardo Vargas (15.) 2:1 Eduardo Vargas (43.) 3:1 Alexis Sánchez (50.) 4:2 Alexis Sánchez (89.) | 0:1 Miguel Camargo (5.) 3:2 Abdiel Arroyo (75.) | Panama | Aufstellung Chile gegen Panama |
| Chile                                                                                           | Maurico Isla (90.+2′) | Miguel Camargo (52.), Hárold Cummings (72.), Amílcar Henríquez (78.) | Panama | Aufstellung Chile gegen Panama |
| Chile                                                                                           | Spieler des Spiels: Eduardo Vargas (Chile) | | Panama | Aufstellung Chile gegen Panama |
| 14. Juni 2016 um 20:00 Uhr (15. Juni, 02:00 Uhr MESZ) in Philadelphia (Lincoln Financial Field) | | |        |                                |
| Zuschauer: 27.260                                                                               | | |        |                                |
| Schiedsrichter: Roddy Zambrano ( Ecuador)                                                       | | |        |                                |
| Spielbericht                                                                                    | | |        |                                |

#### Argentinien – Bolivien 3:0 (3:0)
| Argentinien                                                                          | Argentinien | Bolivien | Bolivien | Aufstellung                            |
| ------------------------------------------------------------------------------------ | --- | --- | -------- | -------------------------------------- |
| Argentinien                                                                          | \| 14. Juni 2016 um 19:00 Uhr (15. Juni, 04:00 Uhr MESZ) in Seattle (CenturyLink Field) \| \| Zuschauer: 45.753 \| \| Schiedsrichter: Víctor Hugo Carrillo ( Peru) \| \| Spielbericht \| | \| 14. Juni 2016 um 19:00 Uhr (15. Juni, 04:00 Uhr MESZ) in Seattle (CenturyLink Field) \| \| Zuschauer: 45.753 \| \| Schiedsrichter: Víctor Hugo Carrillo ( Peru) \| \| Spielbericht \| | Bolivien | Aufstellung Argentinien gegen Bolivien |
| Argentinien                                                                          | Cheftrainer: Gerardo Martino | Cheftrainer: Julio César Baldivieso | Bolivien | Aufstellung Argentinien gegen Bolivien |
| Argentinien                                                                          | 1:0 Érik Lamela (13.) 2:0 Ezequiel Lavezzi (15.) 3:0 Víctor Cuesta (32.) | | Bolivien | Aufstellung Argentinien gegen Bolivien |
| Argentinien                                                                          | Éver Banega (27.), Víctor Cuesta (90.+2′) | Edward Zenteno (12.), Jhasmani Campos (81.), Alejandro Meleán (87.) | Bolivien | Aufstellung Argentinien gegen Bolivien |
| Argentinien                                                                          | Spieler des Spiels: Ezequiel Lavezzi (Argentinien) | | Bolivien | Aufstellung Argentinien gegen Bolivien |
| 14. Juni 2016 um 19:00 Uhr (15. Juni, 04:00 Uhr MESZ) in Seattle (CenturyLink Field) | | |          |                                        |
| Zuschauer: 45.753                                                                    | | |          |                                        |
| Schiedsrichter: Víctor Hugo Carrillo ( Peru)                                         | | |          |                                        |
| Spielbericht                                                                         | | |          |                                        |

## Finalrunde

### Viertelfinale

#### USA – Ecuador 2:1 (1:0)
| USA                                                                                  | USA | Ecuador | Ecuador | Aufstellung                   |
| ------------------------------------------------------------------------------------ | --- | --- | ------- | ----------------------------- |
| Vereinigte Staaten                                                                   | \| 16. Juni 2016 um 18:30 Uhr (17. Juni, 03:30 Uhr MESZ) in Seattle (CenturyLink Field) \| \| Zuschauer: 47.322 \| \| Schiedsrichter: Wilmar Roldán ( Kolumbien) \| \| Spielbericht \|                                                                                                  | \| 16. Juni 2016 um 18:30 Uhr (17. Juni, 03:30 Uhr MESZ) in Seattle (CenturyLink Field) \| \| Zuschauer: 47.322 \| \| Schiedsrichter: Wilmar Roldán ( Kolumbien) \| \| Spielbericht \| | Ecuador | Aufstellung USA gegen Ecuador |
| Vereinigte Staaten                                                                   | Brad Guzan – Mett Besler, Geoff Cameron, John Anthony Brooks, Fabian Johnson – Alejandro Bedoya (81. Graham Zusi), Michael Bradley , Jermaine Jones – Gyasi Zardes (90.+4′ Steve Birnbaum), Clint Dempsey (75. Kyle Beckerman), Bobby Wood Cheftrainer: Jürgen Klinsmann ( Deutschland) | Alexander Domínguez – Juan Carlos Paredes (82. Jaime Ayoví), Arturo Mina, Frickson Erazo, Walter Ayoví – Carlos Gruezo (72. Cristian Ramírez), Christian Noboa (62. Fernando Gaibor), Antonio Valencia, Michael Arroyo, Jefferson Montero – Enner Valencia Cheftrainer: Gustavo Quinteros ( Bolivien) | Ecuador | Aufstellung USA gegen Ecuador |
| Vereinigte Staaten                                                                   | 1:0 Clint Dempsey (22.) 2:0 Gyasi Zardes (65.) | 2:1 Michael Arroyo (74.) | Ecuador | Aufstellung USA gegen Ecuador |
| Vereinigte Staaten                                                                   | Bobby Wood (53.), Alejandro Bedoya (73.), Brad Guzan (84.) | Antonio Valencia (37.), Juan Carlos Paredes (64.) | Ecuador | Aufstellung USA gegen Ecuador |
| Vereinigte Staaten                                                                   | Antonio Valencia (52.) | | Ecuador | Aufstellung USA gegen Ecuador |
| Vereinigte Staaten                                                                   | Jermaine Jones (52.) | | Ecuador | Aufstellung USA gegen Ecuador |
| Vereinigte Staaten                                                                   | Der Trainer Gustavo Quinteros wurde in der 90. Minute auf die Tribüne verwiesen. | | Ecuador | Aufstellung USA gegen Ecuador |
| Vereinigte Staaten                                                                   | Spieler des Spiels: Clint Dempsey (USA) | | Ecuador | Aufstellung USA gegen Ecuador |
| 16. Juni 2016 um 18:30 Uhr (17. Juni, 03:30 Uhr MESZ) in Seattle (CenturyLink Field) | | |         |                               |
| Zuschauer: 47.322                                                                    | | |         |                               |
| Schiedsrichter: Wilmar Roldán ( Kolumbien)                                           | | |         |                               |
| Spielbericht                                                                         | | |         |                               |

#### Peru – Kolumbien 0:0, 2:4 i. E.
| Peru                                                                                       | Peru | Kolumbien | Kolumbien | Aufstellung                      |
| ------------------------------------------------------------------------------------------ | --- | --- | --------- | -------------------------------- |
| Peru                                                                                       | \| 17. Juni 2016 um 20:00 Uhr (18. Juni, 02:00 Uhr MESZ) in East Rutherford (MetLife Stadium) \| \| Zuschauer: 79.194 \| \| Schiedsrichter: Patricio Loustau ( Argentinien) \| \| Spielbericht \|                                                                       | \| 17. Juni 2016 um 20:00 Uhr (18. Juni, 02:00 Uhr MESZ) in East Rutherford (MetLife Stadium) \| \| Zuschauer: 79.194 \| \| Schiedsrichter: Patricio Loustau ( Argentinien) \| \| Spielbericht \|                                                                                  | Kolumbien | Aufstellung Peru gegen Kolumbien |
| Peru                                                                                       | Pedro Gallese – Aldo Corzo, Alberto Junior Rodríguez, Christian Ramos, Miguel Trauco – Óscar Vilchez, Renato Tapia – Andy Polo (81. Christian Benavente), Christian Cueva, Edison Flores (77. Raúl Ruidiaz) – Paolo Guerrero Cheftrainer: Ricardo Gareca ( Argentinien) | David Ospina – Santiago Arias, Cristián Zapata, Jeison Murillo, Farid Díaz (90.+1′ Frank Fabra) – Carlos Sánchez, Daniel Torres (80. Sebastián Pérez) – Juan Cuadrado, James Rodríguez , Edwin Cardona (76. Dayro Moreno) – Carlos Bacca Cheftrainer: José Pékerman ( Argentinien) | Kolumbien | Aufstellung Peru gegen Kolumbien |
| Peru                                                                                       | Elfmeterschießen | | Kolumbien | Aufstellung Peru gegen Kolumbien |
| Peru                                                                                       | 1:1 Raúl Ruidiaz 2:2 Renato Tapia Ospina hält gegen Miguel Trauco Christian Cueva schießt vorbei | 0:1 James Rodríguez 1:2 Juan Cuadrado 2:3 Dayro Moreno 2:4 Sebastián Pérez | Kolumbien | Aufstellung Peru gegen Kolumbien |
| Peru                                                                                       | Renato Tapia (63.) | Cristián Zapata (66.), Farid Díaz (70.) | Kolumbien | Aufstellung Peru gegen Kolumbien |
| Peru                                                                                       | Spieler des Spiels: David Ospina (Kolumbien) | | Kolumbien | Aufstellung Peru gegen Kolumbien |
| 17. Juni 2016 um 20:00 Uhr (18. Juni, 02:00 Uhr MESZ) in East Rutherford (MetLife Stadium) | | |           |                                  |
| Zuschauer: 79.194                                                                          | | |           |                                  |
| Schiedsrichter: Patricio Loustau ( Argentinien)                                            | | |           |                                  |
| Spielbericht                                                                               | | |           |                                  |

#### Argentinien – Venezuela 4:1 (2:0)
| Argentinien                                                                            | Argentinien | Venezuela | Venezuela | Aufstellung                             |
| -------------------------------------------------------------------------------------- | --- | --- | --------- | --------------------------------------- |
| Argentinien                                                                            | \| 18. Juni 2016 um 19:00 Uhr (19. Juni, 01:00 Uhr MESZ) in Foxborough (Gillette Stadium) \| \| Zuschauer: 59.183 \| \| Schiedsrichter: Roberto García Orozco ( Mexiko) \| \| Spielbericht \|                                                                                | \| 18. Juni 2016 um 19:00 Uhr (19. Juni, 01:00 Uhr MESZ) in Foxborough (Gillette Stadium) \| \| Zuschauer: 59.183 \| \| Schiedsrichter: Roberto García Orozco ( Mexiko) \| \| Spielbericht \|                                                                                                  | Venezuela | Aufstellung Argentinien gegen Venezuela |
| Argentinien                                                                            | Sergio Romero – Gabriel Mercado, Nicolás Otamendi, Ramiro Funes Mori, Marcos Rojo – Augusto Fernández, Javier Mascherano, Éver Banega (80. Lucas Biglia) – Lionel Messi , Gonzalo Higuaín (74. Sergio Agüero), Nicolás Gaitán (67. Erik Lamela) Cheftrainer: Gerardo Martino | Dani Hernández – Alexander González, Wilker Ángel, Oswaldo Vizcarrondo, Rolf Feltscher – Alejandro Guerra, Tomás Rincón (85. José Manuel Velázquez), Arquímedes Figuera, Luis Manuel Seijas (55. Juanpi) – Salomón Rondón, Josef Martínez (80. Yonathan Del Valle) Cheftrainer: Rafael Dudamel | Venezuela | Aufstellung Argentinien gegen Venezuela |
| Argentinien                                                                            | 1:0 Gonzalo Higuaín (8.) 2:0 Gonzalo Higuaín (28.) 3:0 Lionel Messi (60.) 4:1 Erik Lamela (71.) | 3:1 Salomón Rondón (70.) | Venezuela | Aufstellung Argentinien gegen Venezuela |
| Argentinien                                                                            | Nicolás Gaitán (27.) | Luis Manuel Seijas (4.), Wilker Ángel (52.), Arquímedes Figuera (63.), Salomón Rondón (77.) | Venezuela | Aufstellung Argentinien gegen Venezuela |
| Argentinien                                                                            | Sergio Romero hält den Foulelfmeter von Luis Manuel Seijas (43.) | | Venezuela | Aufstellung Argentinien gegen Venezuela |
| Argentinien                                                                            | Spieler des Spiels: Lionel Messi (Argentinien) | | Venezuela | Aufstellung Argentinien gegen Venezuela |
| 18. Juni 2016 um 19:00 Uhr (19. Juni, 01:00 Uhr MESZ) in Foxborough (Gillette Stadium) | | |           |                                         |
| Zuschauer: 59.183                                                                      | | |           |                                         |
| Schiedsrichter: Roberto García Orozco ( Mexiko)                                        | | |           |                                         |
| Spielbericht                                                                           | | |           |                                         |

#### Mexiko – Chile 0:7 (0:2)
| Mexiko                                                                                | Mexiko | Chile | Chile | Aufstellung                    |
| ------------------------------------------------------------------------------------- | --- | --- | ----- | ------------------------------ |
| Mexiko                                                                                | \| 18. Juni 2016 um 19:00 Uhr (19. Juni, 04:00 Uhr MESZ) in Santa Clara (Levi’s Stadium) \| \| Zuschauer: 70.547 \| \| Schiedsrichter: Héber Lopes ( Brasilien) \| \| Spielbericht \| | \| 18. Juni 2016 um 19:00 Uhr (19. Juni, 04:00 Uhr MESZ) in Santa Clara (Levi’s Stadium) \| \| Zuschauer: 70.547 \| \| Schiedsrichter: Héber Lopes ( Brasilien) \| \| Spielbericht \|                                                                                             | Chile | Aufstellung Mexiko gegen Chile |
| Mexiko                                                                                | Guillermo Ochoa – Paul Aguilar, Néstor Araujo, Héctor Moreno, Miguel Layún – Jesús Dueñas (46. Carlos Alberto Peña), Héctor Herrera, Andrés Guardado – Hirving Lozano (46. Raúl Jiménez), Chicharito, Jesús Corona (61. Diego Antonio Reyes) Cheftrainer: Juan Carlos Osorio ( Kolumbien) | Claudio Bravo – José Pedro Fuenzalida, Gary Medel (60. Enzo Roco), Gonzalo Jara, Jean Beausejour (73. Mark González) – Charles Aránguiz, Arturo Vidal, Marcelo Díaz (57. Francisco Silva) – Edson Puch, Eduardo Vargas, Alexis Sánchez Cheftrainer: Juan Antonio Pizzi ( Spanien) | Chile | Aufstellung Mexiko gegen Chile |
| Mexiko                                                                                | 0:1 Edson Puch (16.) 0:2 Eduardo Vargas (44.) 0:3 Alexis Sánchez (49.) 0:4 Eduardo Vargas (52.) 0:5 Eduardo Vargas (57.) 0:6 Eduardo Vargas (74.) 0:7 Edson Puch (88.) | | Chile | Aufstellung Mexiko gegen Chile |
| Mexiko                                                                                | Andrés Guardado (59.), Miguel Layún (64.) | Arturo Vidal (39.) | Chile | Aufstellung Mexiko gegen Chile |
| Mexiko                                                                                | Spieler des Spiels: Eduardo Vargas (Chile) | | Chile | Aufstellung Mexiko gegen Chile |
| 18. Juni 2016 um 19:00 Uhr (19. Juni, 04:00 Uhr MESZ) in Santa Clara (Levi’s Stadium) | | |       |                                |
| Zuschauer: 70.547                                                                     | | |       |                                |
| Schiedsrichter: Héber Lopes ( Brasilien)                                              | | |       |                                |
| Spielbericht                                                                          | | |       |                                |

### Halbfinale

#### USA – Argentinien 0:4 (0:2)
| USA                                                                            | USA | Argentinien | Argentinien | Aufstellung                       |
| ------------------------------------------------------------------------------ | --- | --- | ----------- | --------------------------------- |
| Vereinigte Staaten                                                             | \| 21. Juni 2016 um 20:00 Uhr (22. Juni, 03:00 Uhr MESZ) in Houston (NRG Stadium) \| \| Zuschauer: 70.858 \| \| Schiedsrichter: Enrique Cáceres ( Paraguay) \| \| Spielbericht \| | \| 21. Juni 2016 um 20:00 Uhr (22. Juni, 03:00 Uhr MESZ) in Houston (NRG Stadium) \| \| Zuschauer: 70.858 \| \| Schiedsrichter: Enrique Cáceres ( Paraguay) \| \| Spielbericht \|                                                                                              | Argentinien | Aufstellung USA gegen Argentinien |
| Vereinigte Staaten                                                             | Brad Guzan – DeAndre Yedlin, Geoff Cameron, John Anthony Brooks, Fabian Johnson – Kyle Beckerman (60. Steve Birnbaum), Michael Bradley , Graham Zusi – Gyasi Zardes, Clint Dempsey (78. Darlington Nagbe), Chris Wondolowski (46. Christian Pulisic) Cheftrainer: Jürgen Klinsmann ( Deutschland) | Sergio Romero – Gabriel Mercado, Nicolás Otamendi, Ramiro Funes Mori, Marcos Rojo (84. Víctor Cuesta) – Augusto Fernández (59. Lucas Biglia), Javier Mascherano, Éver Banega – Lionel Messi , Gonzalo Higuaín, Ezequiel Lavezzi (67. Erik Lamela) Cheftrainer: Gerardo Martino | Argentinien | Aufstellung USA gegen Argentinien |
| Vereinigte Staaten                                                             | 0:1 Ezequiel Lavezzi (3.) 0:2 Lionel Messi (32.) 0:3 Gonzalo Higuaín (50.) 0:4 Gonzalo Higuaín (86.) | | Argentinien | Aufstellung USA gegen Argentinien |
| Vereinigte Staaten                                                             | Chris Wondolowski (31.) | | Argentinien | Aufstellung USA gegen Argentinien |
| Vereinigte Staaten                                                             | Spieler des Spiels: Lionel Messi (Argentinien) | | Argentinien | Aufstellung USA gegen Argentinien |
| 21. Juni 2016 um 20:00 Uhr (22. Juni, 03:00 Uhr MESZ) in Houston (NRG Stadium) | | |             |                                   |
| Zuschauer: 70.858                                                              | | |             |                                   |
| Schiedsrichter: Enrique Cáceres ( Paraguay)                                    | | |             |                                   |
| Spielbericht                                                                   | | |             |                                   |

#### Kolumbien – Chile 0:2 (0:2)
| Kolumbien                                                                        | Kolumbien | Chile | Chile | Aufstellung                       |
| -------------------------------------------------------------------------------- | --- | --- | ----- | --------------------------------- |
| Kolumbien                                                                        | \| 22. Juni 2016 um 19:00 Uhr (23. Juni, 02:00 Uhr MESZ) in Chicago (Soldier Field) \| \| Zuschauer: 55.423 \| \| Schiedsrichter: Joel Aguilar ( El Salvador) \| \| Spielbericht \|                                                                            | \| 22. Juni 2016 um 19:00 Uhr (23. Juni, 02:00 Uhr MESZ) in Chicago (Soldier Field) \| \| Zuschauer: 55.423 \| \| Schiedsrichter: Joel Aguilar ( El Salvador) \| \| Spielbericht \| | Chile | Aufstellung Kolumbien gegen Chile |
| Kolumbien                                                                        | David Ospina – Santiago Arias, Cristián Zapata, Jeison Murillo, Frank Fabra (73. Sebastián Pérez) – Carlos Sánchez, Daniel Torres, Juan Cuadrado (80. Carlos Bacca), James Rodríguez, Edwin Cardona – Roger Martínez Cheftrainer: José Pékerman ( Argentinien) | Claudio Bravo – Mauricio Isla, Gary Medel, Gonzalo Jara, Jean Beausejour – Charles Aránguiz, Francisco Silva, Pablo Hernández (29. Erick Pulgar) – José Pedro Fuenzalida (75. Edson Puch), Eduardo Vargas (88. Mark González), Alexis Sánchez Cheftrainer: Juan Antonio Pizzi ( Spanien) | Chile | Aufstellung Kolumbien gegen Chile |
| Kolumbien                                                                        | 0:1 Charles Aránguiz (7.) 0:2 José Pedro Fuenzalida (11.) | | Chile | Aufstellung Kolumbien gegen Chile |
| Kolumbien                                                                        | Carlos Sánchez (41.) | Claudio Bravo (39.), Alexis Sánchez (45.+3′), Jean Beausejour (65.), Edson Puch (78.), Francisco Silva (85.) | Chile | Aufstellung Kolumbien gegen Chile |
| Kolumbien                                                                        | Carlos Sánchez (57.) | | Chile | Aufstellung Kolumbien gegen Chile |
| Kolumbien                                                                        | Spieler des Spiels: Charles Aránguiz (Chile) | | Chile | Aufstellung Kolumbien gegen Chile |
| 22. Juni 2016 um 19:00 Uhr (23. Juni, 02:00 Uhr MESZ) in Chicago (Soldier Field) | | |       |                                   |
| Zuschauer: 55.423                                                                | | |       |                                   |
| Schiedsrichter: Joel Aguilar ( El Salvador)                                      | | |       |                                   |
| Spielbericht                                                                     | | |       |                                   |

### Spiel um Platz 3

#### USA – Kolumbien 0:1 (0:1)
| USA                                                                                               | USA | Kolumbien | Kolumbien | Aufstellung                     |
| ------------------------------------------------------------------------------------------------- | --- | --- | --------- | ------------------------------- |
| Vereinigte Staaten                                                                                | \| 25. Juni 2016 um 17:00 Uhr (26. Juni, 02:00 Uhr MESZ) in Glendale (University of Phoenix Stadium) \| \| Zuschauer: 29.041 \| \| Schiedsrichter: Daniel Fedorczuk ( Uruguay) \| \| Spielbericht \|                                        | \| 25. Juni 2016 um 17:00 Uhr (26. Juni, 02:00 Uhr MESZ) in Glendale (University of Phoenix Stadium) \| \| Zuschauer: 29.041 \| \| Schiedsrichter: Daniel Fedorczuk ( Uruguay) \| \| Spielbericht \|                                                                               | Kolumbien | Aufstellung USA gegen Kolumbien |
| Vereinigte Staaten                                                                                | Brad Guzan – DeAndre Yedlin, Matt Besler, Geoff Cameron, Michael Orozco – Alejandro Bedoya (74. Christian Pulisic), Michael Bradley , Jermaine Jones – Gyasi Zardes, Clint Dempsey, Bobby Wood Cheftrainer: Jürgen Klinsmann ( Deutschland) | David Ospina – Santiago Arias, Cristián Zapata, Jeison Murillo, Frank Fabra – Guillermo Celis (87. Stefan Medina), Daniel Torres, Juan Cuadrado (74. Marlos Moreno), James Rodríguez , Edwin Cardona – Carlos Bacca (79. Roger Martínez) Cheftrainer: José Pékerman ( Argentinien) | Kolumbien | Aufstellung USA gegen Kolumbien |
| Vereinigte Staaten                                                                                | Carlos Bacca (31.) | | Kolumbien | Aufstellung USA gegen Kolumbien |
| Vereinigte Staaten                                                                                | Matt Besler (22.), Jermaine Jones (41.), Michael Orozco (88.) | Frank Fabra (14.), Juan Cuadrado (73.), Santiago Arias (90.+3′) | Kolumbien | Aufstellung USA gegen Kolumbien |
| Vereinigte Staaten                                                                                | Santiago Arias (90.+4′) | | Kolumbien | Aufstellung USA gegen Kolumbien |
| Vereinigte Staaten                                                                                | Michael Orozco (90.+3′) | | Kolumbien | Aufstellung USA gegen Kolumbien |
| Vereinigte Staaten                                                                                | Spieler des Spiels: David Ospina (Kolumbien) | | Kolumbien | Aufstellung USA gegen Kolumbien |
| 25. Juni 2016 um 17:00 Uhr (26. Juni, 02:00 Uhr MESZ) in Glendale (University of Phoenix Stadium) | | |           |                                 |
| Zuschauer: 29.041                                                                                 | | |           |                                 |
| Schiedsrichter: Daniel Fedorczuk ( Uruguay)                                                       | | |           |                                 |
| Spielbericht                                                                                      | | |           |                                 |

### Finale

#### Argentinien – Chile 0:0 n. V., 2:4 i. E.
| Argentinien                                                                                | Argentinien | Chile | Chile | Aufstellung                         |
| ------------------------------------------------------------------------------------------ | --- | --- | ----- | ----------------------------------- |
| Argentinien                                                                                | \| 26. Juni 2016 um 20:00 Uhr (27. Juni, 02:00 Uhr MESZ) in East Rutherford (MetLife Stadium) \| \| Zuschauer: 82.026 \| \| Schiedsrichter: Héber Lopes ( Brasilien) \| \| Spielbericht \|                                                                                     | \| 26. Juni 2016 um 20:00 Uhr (27. Juni, 02:00 Uhr MESZ) in East Rutherford (MetLife Stadium) \| \| Zuschauer: 82.026 \| \| Schiedsrichter: Héber Lopes ( Brasilien) \| \| Spielbericht \|                                                                                                 | Chile | Aufstellung Argentinien gegen Chile |
| Argentinien                                                                                | Sergio Romero – Gabriel Mercado, Nicolás Otamendi, Ramiro Funes Mori, Marcos Rojo – Lucas Biglia, Javier Mascherano, Éver Banega (111. Erik Lamela) – Lionel Messi , Gonzalo Higuaín (70. Sergio Agüero), Ángel Di María (57. Matías Kranevitter) Cheftrainer: Gerardo Martino | Claudio Bravo – Mauricio Isla, Gary Medel, Gonzalo Jara, Jean Beausejour – Charles Aránguiz, Marcelo Díaz, Arturo Vidal – Alexis Sánchez (104. Francisco Silva), Eduardo Vargas (109. Nicolás Castillo), José Pedro Fuenzalida (80. Edson Puch) Cheftrainer: Juan Antonio Pizzi ( Spanien) | Chile | Aufstellung Argentinien gegen Chile |
| Argentinien                                                                                | Elfmeterschießen | | Chile | Aufstellung Argentinien gegen Chile |
| Argentinien                                                                                | Lionel Messi schießt über das Tor 1:1 Javier Mascherano 2:2 Sergio Agüero Bravo hält gegen Lucas Biglia | Romero hält gegen Arturo Vidal 0:1 Nicolás Castillo 1:2 Charles Aránguiz 2:3 Jean Beausejour 2:4 Francisco Silva | Chile | Aufstellung Argentinien gegen Chile |
| Argentinien                                                                                | Javier Mascherano (37.), Lionel Messi (40.), Matías Kranevitter (94.) | Marcelo Díaz (16.), Arturo Vidal (37.), Jean Beausejour (53.), Charles Aránguiz (69.) | Chile | Aufstellung Argentinien gegen Chile |
| Argentinien                                                                                | Marcelo Díaz (28.) | | Chile | Aufstellung Argentinien gegen Chile |
| Argentinien                                                                                | Marcos Rojo (43.) | | Chile | Aufstellung Argentinien gegen Chile |
| Argentinien                                                                                | Spieler des Spiels: Claudio Bravo (Chile) | | Chile | Aufstellung Argentinien gegen Chile |
| 26. Juni 2016 um 20:00 Uhr (27. Juni, 02:00 Uhr MESZ) in East Rutherford (MetLife Stadium) | | |       |                                     |
| Zuschauer: 82.026                                                                          | | |       |                                     |
| Schiedsrichter: Héber Lopes ( Brasilien)                                                   | | |       |                                     |
| Spielbericht                                                                               | | |       |                                     |